# Helicotylenchus dihystera
Espèce
Helicotylenchus dihystera, l’Anguillule spirale, est une espèce de nématodes de la famille des Hoplolaimidae et du genre Helicotylenchus. Ce nématode phytopathogène parasite dans le monde entier de nombreuses plantes cultivées.

## Biologie
Ce sont des ecto ou semi-endoparasites à grandes densité de population. Ces nématodes provoquent de petites lésions brunes sur les racines du soja. Les parois des cellules infectées et de celles adjacentes sont lignifiées, mais il n'y a pas d'indication de prolifération nucléaire, de formation de cellules géantes ou de gonflement. H. dihystera pénètre dans les racines fibreuses de sycomore cultivé en serre, derrière leurs extrémités et à l'intersection des racines latérales et des branches, où il est complètement intégré au tissu cortical, mais dans d'autres sections de racines, il n'est que partiellement intégré.

### Cycle de vie
Ce nématode se reproduit par parthénogenèse ; il n'y a aucune indication de sperme dans la spermathèque. La première mue a lieu à l'intérieur des œufs, et les trois stades larvaires qui se produisent à l'extérieur de l'œuf peuvent être détectés par le développement du système reproducteur. H. dihystera a survécu six mois dans de la terre stockée dans des sacs en plastique, à la fois à température ambiante et au réfrigérateur à 1,1–1,4 °C.

### Plantes hôtes
Il parasite la Canne à sucre, le riz, la pomme de terre, le maïs, l'arachide, le millet, le sorgho, les arbres forestiers, les bananes, le soja, l'olivier, le piment, le Goyavier et le Sorgo commun.

## Morphologie

### Femelles

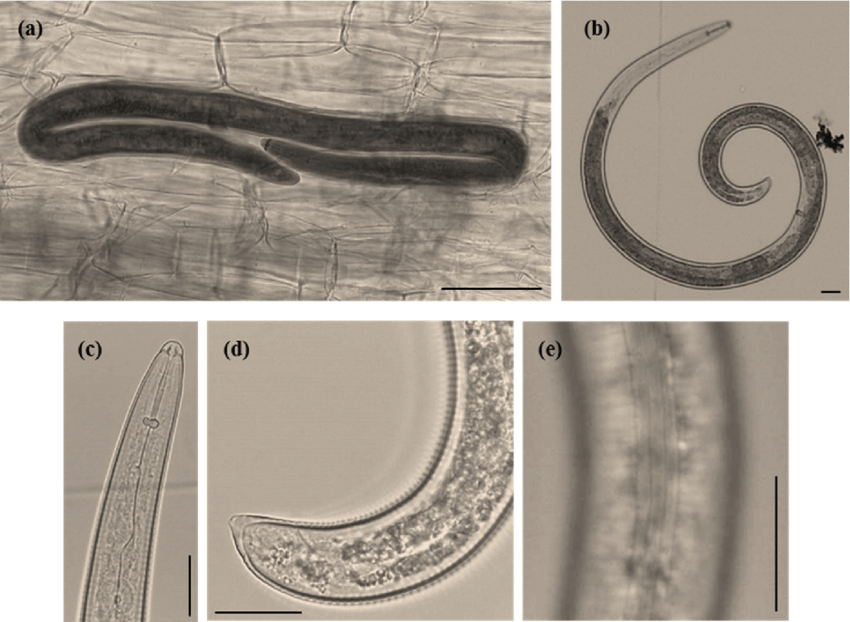
Photographies au microscope optique de Helicotylenchus dihystera (femelles). (a) Racine de Ficus microcarpa infectée. (b) Spécimen entier. (c) Région antérieure en vue latérale. (d) Région postérieure en vue latérale. (e) Champ latéral avec quatre lignes latérales. Barres d'échelle : 20 µm (a-d), et 50 µm (e).

Les femelles mesurent entre 0,61 et 0,86 mm, soit 0,67 mm en moyenne. Leur corps est en spirale, plus marqué à l'arrière ; les stries sont distinctes. La région labiale est hémisphérique, avec quatre ou cinq anneaux ; les bords extérieurs du cadre labial sont bien visibles, prolongeant deux ou trois anneaux dans le corps. Les céphalides antérieurs présentent trois au quatre anneaux derrière la région labiale ; les céphalides postérieurs sont indistincts, à 5 à 7 anneaux derrière les antérieurs. Les champs latéraux sont d'un quart à un tiers de la largeur du corps, avec quatre incisures, non aréolés. La lance est bien développée ; la partie antérieure est effilée de 11,0–12,5 µm de long ; les boutons basaux mesurent environ 4,5 µm de large sur 2,5 µm de haut, avec des surfaces antérieures concaves ou indentées. Le guide de la lance est proéminent, fournissant apparemment des surfaces d'attache pour les muscles protracteurs de la lance. L'orifice de la glande œsophagienne dorsale est à moins de la moitié de la longueur de la lance, derrière la base de la lance. Le bulbe œsophagien médian est ovale, à 6–8 anneaux corporels longs. Le pore excréteur est généralement près de la jonction oesophago-intestinale, à 0–2 anneaux derrière l'hémizonide de 2–3 anneaux de long. L'hémizonide est indistinct. Les glandes œsophagiennes entourent partiellement l'extrémité antérieure de l'intestin ; les sous-ventrales sont légèrement plus longues que les dorsales. Les ovaires sont jumelés, étendus, avec des ovocytes le plus souvent en file indienne. L'épiptygme est invisible. Le tricolumelle est distinct avec 12 cellules sur trois rangées. La spermathèque est décalée, sans spermatozoïdes. La queue est dorsalement convexe-conoïde jusqu'à une extrémité étroite qui peut former une légère projection, avec 8–12 anneaux ventralement ; les phasmes ont 6–12 anneaux devant l'anus, généralement placés au centre des champs latéraux ; les incisures internes de la queue ne fusionnent généralement pas distalement sur une certaine distance.

### Mâles
Les mâles sont semblables aux femelles, sauf pour la forme non spiralée du corps et le dimorphisme sexuel. Ils sont extrêmement rares et non essentiel pour la reproduction.

## Dégâts
Une réduction de la croissance des racines et de la plante est observée. Une réduction de 78% de la croissance des plants d'olivier en Égypte a été observée sur une période de six mois avec des populations de nématodes de 1 000 individus par pot.

## Systématique
L'espèce est initialement décrite en 1893 par le nématologiste américain Nathan Cobb (1859-1932) qui la classe dans le genre Tylenchus sous le basionyme Tylenchus dihystera. Elle est ensuite déplacée dans le genre Helicotylenchus sous le nom préféré Helicotylenchus dihystera,.
Helicotylenchus dihystera a pour synonymes :
- Aphelenchus peruensis Steiner, 1920
- Helicotylenchus crenatus Das, 1960
- Helicotylenchus flatus Román, 1965
- Helicotylenchus membranatus Xie & Feng, 1993
- Helicotylenchus nannus Steiner, 1945
- Helicotylenchus paraconcavus Rashid & Khan, 1974
- Helicotylenchus punicae Swarup & Sethi, 1968
- Helicotylenchus reversus Sultan, 1985
- Tylenchus dihystera Cobb, 1893 (basionyme)
- Tylenchus olaae Cobb, 1906
- Tylenchus spiralis Cassidy, 1930